# Дарко Костадиновски
Дарко Костадиновски (на македонска литературна норма: Дарко Костадиновски) е виден юрист от Северна Македония, член на Конституционния съд на страната.

## Биография
Роден е в на 27 ноември 1974 година в Скопие, тогава в Социалистическа федеративна република Югославия. Завършва Юридическия факултет на Скопския университет в 1997 година, в 2008 година става магистър по право с тезата „Международният арбитраж в съвременните международни политически отношения (на границата между правото и политиката)“, а в 2012 година доктор по право с тезата „Консултативната юрисдикция на Международния съд за правата: правни последици от консултативните становища на съда“. От 2001 година до януари 2018 година работи в кабинета на президента на Република Македония. До 2010 година е асистент на съветника по външната политика и ръководител на отделението за ЕС и НАТО. От 2010 до 2018 година е държавен съветник по външна политика. От 2015 година до януари 2018 година е делегат на Република Македония в Алианса на цивилизациите на ООН.
От 11 януари 2018 година с решение на Събранието на Република Македония е избран за съдия в Конституционния съд на страната.